# Ingrid von Staffeldt
Ingrid von Staffeldt, født Vernegaard Jensen (17. september 1922 – 9. januar 2013) var en dansk læge.
Hun boede på Marselisborg Studentergård, blev cand.med. i 1949 og speciallæge 1957. Hun gjorde karriere inden for det aarhusianske hospitalsvæsen, hvor hun 1970 blev overlæge ved anæstesiologisk afdeling på Århus Kommunehospital. Staffeldt blev senere administrerende overlæge og var desuden lektor ved Aarhus Universitet. Hun var formand for Dansk Anæstesiologisk Selskab og bestyrelsesmedlem i Nordisk Anæstesiologisk Forening.
Hun er begravet på Gammel Åby Kirkegård.